# NGC 665
NGC 665 (również PGC 6415 lub UGC 1223) – galaktyka soczewkowata (S0), znajdująca się w gwiazdozbiorze Ryb. Odkrył ją William Herschel 4 września 1786 roku.